# Луї Дюрей
Луї Едмон Дюрей (Дюре) (фр. Louis Edmond Durey; 27 травня 1888, Париж — 3 липня 1979, Сен-Тропе) — французький композитор першої половини XX століття, який здобув популярність головним чином як один з учасників групи «французька Шістка». Найстарший за віком, перший долучився до Еріка Саті. Потім, в 1930-1950-х роках висувався також як видатний функціонер французької комуністичної партії (ФКП), Президент Народної музичної федерації Франції та секретар товариства «Франція-СРСР».

## Біографія
Народився в Парижі 27 травня 1888 року в родині типографського робітника. У Паризькій консерваторії Дюрей не вчився і до 19 років не збирався стати професійним музикантом. Його плани різко змінилися в 1907 році після відвідин театру, де виконувалася опера Дебюссі «Пеллеас і Мелісанда». Ще до отримання диплому Вищої комерційної школи (1908) він як вільний слухач приватно надійшов в Школу канторів, де почав брати уроки фортепіано, сольфеджіо, гармонії, контрапункту, фуги і композиції у професора Леона Сен-Рекьйо, однак курс не закінчив і диплому не отримав. Як композитор і диригент Дюрей був самоуком. Водночас з Дюрей Schola cantorum закінчив і сорокарічний Ерік Саті (з дипломом автора музики). У період з 18 до 23 років Дюрей послідовно пройшов через захоплення імпресіонізмом, атональною музикою, нововіденською школою і музикою Арнольда Шенберга. Ранні твори Дюрей написані в досить вишуканій і тонкій (так званій «французькій») атональної манері, серед них особливо виділяються хори a capella на вірші Анрі де Реньє і Шарля Орлеанського.

### Ерік Саті і Дюрей
Трохи пізніше, в 1911 році Луї Дюрей вперше зіткнувся з творчістю дуже особливого, яскраво-ексцентричного музиканта і композитора Еріка Саті, а через рік - познайомився з ним особисто і став чи не найбільш затятим його послідовником - («сатістом»). Під безпосереднім впливом творчости й особистості Саті Дюрей різко змінює свій стиль і переходить до скупого лінеарного письма, без особливих тональних і гармонійних тонкощів. Саме тоді починається другий і найпродуктивніший період в житті Дюрея, так званий «сатістський період». Свої перші твори Дюрей написав в 1914 році, проте першим його виконаним твором стали «Дзвони» (фр. Carillons Carillons) для фортепіано в чотири руки, зіграні в 1917 році на концерті в честь Еріка Саті. 

Одним з перших поштовхів, пробудити музичну молодь Франції до повстання проти «дебюссізму» і академічної затхлості, став спектакль «Парад» на музику Саті. Значення цього вибуху в області естетики й ідеології мистецтва переоцінити було неможливо. В черговий раз за своє життя Саті виступив зухвалим творцем нових шляхів. Навіть через пів століття про цю подію його учасники і свідки згадували надзвичайно яскраво. Ось кілька слів, сказаних Франсісом Пуленком про прем'єру «Параду»:

Спектакль, поставлений в 1917 році, в розпал війни, деяким здався викликом здоровому глузду. Музика Саті, така проста, буденна, наївно-штучна, подібно картинам митника Руссо, викликала скандал своєю навмисною буденністю. Вперше (бо пізніше це траплялося часто) мюзик-хол заполонив Мистецтво, Мистецтво з великої літери. І дійсно, в «Параді» танцювали ван-степ. У цей момент зал вибухнув свистом і оплесками. Весь Монпарнас ревів з гальорки: «Хай живе Пікассо!» Орік, Ролан-Манюель, Тайефер, Дюрей і багато інших музикантів кричали: «Хай живе Саті!» Це був грандіозний скандал. У моїй пам'яті, як на екрані, виникають два силуети: Аполлінер, в офіцерській формі, із забинтованим чолом ... Для нього це був тріумф його естетичних поглядів. Й інший силует, немов би в тумані — це Дебюссі, на порозі смерті, шепоче, залишаючи зал: «Може бути! Але я вже так далеко від усього цього!» Деякий час «Парад» незаслужено зневажали, але тепер він зайняв місце в ряду безперечних шедеврів.— Франсіс Пуленк. Мої друзі і я.
 На противагу академічному Національному музичному товариству і Незалежному музичному товариству, що знаходився під впливом Форе, Равеля і Шмітта, Саті ще під час війни організував «Концерти нових молодих» (фр. Les concerts des Nouveaux Jeunes) Перший концерт цієї групи відбувся в Парижі незабаром після прем'єри «Параду», 6 червня 1917 року, В програмі була сюїта з балету «Парад» Саті, фортепіанне тріо Оріка, «Дзвони» Дюрея і шість поем Онеггера на вірші Аполлінера. Після першого успіху до групи приєднався ще й Ролан-Манюель, який  повернувся з фронту. 
В кінці війни одним з центрів тяжіння для паризької артистичної молоді став маленький театральний зал на Монпарнасі «Стара голубник» (фр. Théâtre du Vieux-Colombier), на чолі якого стояла співачка Жанна Баторі. Тут проходили вечора новітньої поезії, ставилися п'єси драматургів і звучала музика молодих (і нових молодих) композиторів. Саме «Старий голубник» і ще один невеликий концертний зал на вулиці Юген Ерік Саті вибрав як плацдарм для наступу радикальної композиторської групи, що об'єдналася під егідою «Концерти нових молодих». Саме тут відбулося знайомство між майбутніми членами «Шістки»: Онеггера, Оріка, Тайефер, Дюрей та Пуленком. І тільки один Даріус Мійо в цей час знаходився в Бразилії (на дипломатичній службі). 15 січня 1918 року в театрі «Старого голубника» Жанна Баторі заспівала цикли пісень Онеггера, Тайефер, Оріка, Дюрея, Пуленка і Ролана-Манюель. Прообраз «Шістки» (із заміною відсутнього в цей час Даріуса Мійо) був сформований. 

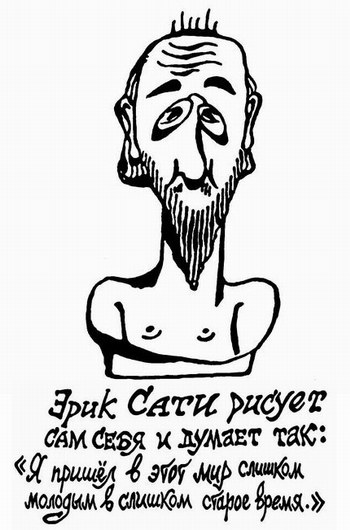
Ерік Саті, автопортрет 1913 року

Психологічна несамостійність, нестійкість поглядів і постійний пошук зовнішньої опори, як творчої, так і дружньої є одним з головних ознак особистості Дюрея. Саме звідси ростуть його творчі зміни і перебіги від одного вчителя або зразка - до іншого. Разом з тим, можна сказати, що Дюрей кожен раз був вірним учнем і другом. У кількох концертах «Нових молодих» 1917 року, влаштованих Еріком Саті проти групи «просто молодих», Равеля, Дюрей виступав разом з Жоржем Оріком і Жаком Іберія, всіляко демонструючи свою повну лояльність Еріку Саті. Після прем'єри балету Саті «Парад» Дюрей пише очевидно наслідувальну сюїту «Циркова вистава» для фортепіано, яку скоро досить грубо вилаяв сам об'єкт наслідування, Ерік Саті. Потім Дюрей (тимчасово) переметнувся до групи сателітів Моріса Равеля (група «Молоді»), але ще через півроку (після прем'єри драми «Сократ» Саті) знову повернувся назад. Саме в цей час він пише ще кілька творів відверто епігонського характеру (так чи інакше присвячених Саті). Його «Епіграми Феокрита» і «Вірші Петронія» (1918 року) несуть на собі неприкриті сліди впливу «Сократа» - що кожен раз приводило до великого незадоволення Саті, який не цінував імітаторів і ніколи не прагнув прокласти для своїх учнів (реальних і можливих) «битий шлях» для наслідування.

«Прошу мати на увазі, раз і назавжди: не існує ніякої школи Саті. Так званий "Сатізм" просто не зміг би існувати. Саме в мені він знайшов би свого найпершого і непримиренного ворога.

У мистецтві не повинно бути ніякого поклоніння і рабства. У кожному своєму новому творі я навмисно збиваю з пантелику своїх послідовників: і за формою, і по суті. Це, мабуть, єдиний спосіб для артиста, якщо він бажає уникнути перетворення в главу школи, так би мовити, класного наглядача».— Ерік Саті. "Ні казармі!", "Півень", Париж, червень 1920

Безсумнівно, що чимала частина пафосу цих слів була адресована особисто Луї Дюрею, який постійно дратував Саті поєднанням, здавалося б, непоєднуваних якостей: епігонства і мінливості. Анітрохи не менше, ніж наслідування не подобалося Саті бачити, як Дюрей в 1917 році дозволив «спокусити себе» Равелю, який не гребував у виборі засобів, щоб налагодити контакти з молодими музикантами і, не вагаючись, вербував собі прихильників в оточенні Саті. Зрештою, щоб виказати своє крайнє несхвалення Дюрею, Саті дійшов до того, що через півтора року оголосив про свій вихід з лав заснованих ним же самим «Нових Молодих», чим викликав остаточний розпад цієї групи (і прискорив її подальше перетворення в «шістку»)

Луї Дюрею, особисто в руки  Мій дорогий Дюрей. Чи не будете Ви настільки люб'язні, щоб більше не розглядати мене як учасника в групи «Нові Молоді»

 Цей лист «про свою відставку» Саті не відправив поштою, а вручив особисто в руки Луї Дюрею, до того ж жодним словом нічого не пояснив. У документальному фільмі, знятому на початку 1970-х років, Дюрей з сумною посмішкою зобразив цю сцену, яка міцно врізалася в його пам'ять. На початку 1920-х років в своїх лекціях про «Шістку» Саті (як би намагаючись помститися) стане визначати Дюрея як «чистого імпресіоніста», термін, який в цю епоху боротьби різних музичних тенденцій означав безнадійну відсталість. Крім того, Дюрей був не тільки схильний до імпресіонізму, але і виявився єдиним з «Шістки», хто не пройшов через захоплення джазом.
І тим не менше, не дивлячись на всі особисті проблеми і конфлікти, повага і до Саті, і до Равеля (одночасно) залишилася у Дюрея в крові (як у вірного учня). Між іншим, він і Онеггер стали тими двома «відпущенцями» з Шістки, які відмовилися підписати їдкий памфлет Саті проти Равеля, в якому була така центральна фраза: «... Равель не прийняв Орден Почесного легіону, але вся його творчість цей орден приймає ...». 
Ще 28 липня 1919 (за півроку до знаменитої статті Колле, що стала маніфестом «Шістки»), Жан Кокто написав про тих же шість молодих композиторів, присвятивши Дюрею по-справжньому проникливі рядки.
Луї Дюрей працює на самоті. Він уникає важких спілкувань, уникає джунглів. Своє дарування він розвиває неухильно, ставлячи його на службу прекрасної душі. «Напис на апельсиновому дереві» і «Три вірші Петронія» — це віхи, які без жодного шуму відзначили народження нової школи. «Бестіарій»: там, де Пуленк стрибає на щенячі лапах, Дюрей витончено ступає копитцями лані. І той, і інший поробляють це природно. Тому про них однаково люблять говорити. «Епіграмам Феокрита» я б дорікнув  занадто прямому впливу «Сократа» Саті. Це мармурова тінь від нього. А Квартет - твір вільний. ...  «Образи Крузо»: голос в супроводі малого оркестру створюють атмосферу, що нагадує «Поля і Віржіні» Саті. Тему Крузо холостяк Дюрей розкрити прямо-таки зобов'язаний. Сюїта без екзотики. Він оспівує не острів, а ловлення і тугу за островом. Шум моря, який слухають, припавши вухом до раковини, — це не справжній морський шум.

- Жан Кокто. Зі збірки «Чистий аркуш»

Жан Кокто являє Еріку Саті молодих композиторів групи "Шести" (карикатура) Жан Оберле, 1921

У двох історичних статтях (16—23 січня 1920 року) паризький музикознавець і критик Анрі Колле (за прямою вказівкою Кокто) включив Луї Дюрея до складу групи «Шести». Перша стаття носила назву: «Російська п'ятірка, Шістка французів і Ерік Саті». Друга стаття в своєму заголовку просто перераховувала членів нової групи: «Шістка французів: Даріус Мійо, Луї Дюрей, Жорж Орік, Артюр Онеггер, Франсіс Пуленк і Жермен Тайефер». На перших порах Дюрей відрізнявся великим радикалізмом в поведінці. Наприклад, Даріус Мійо розповідав таку історію: 24 жовтня 1920 року в Парижі під керуванням Габріеля П'єрне відбувся концерт, де прозвучала симфонічна сюїта Мійо з музики до драми Клоделя «Протей» та «інтерлюдії» Онеггера до п'єси Макса Жакоба «Смерть святого Альмеена». У своїх спогадах Мійо пише: 

... виконання фуги з моєї сюїти викликало невимовний скандал, справжня битва, під час якого органіст собору Перемоги мсьє Франк отримав ляпас від Дюрея. Оркестру вже не було чутно; жахливий шум все посилювався; нарешті, втрутилася поліція. Муніципальна гвардія почала звільняти від публіки крісла балкона. Я мав задоволення бачити, як два поліцейських виводили під руки критика журналу «Менестрелі» ...— Даріус Мійо. Слова без музики 
 Втім, будучи в чистому вигляді продуктом «газетної сенсації» (або інформаційної технології) — група не являла собою єдиного цілого і реально проіснувала не більше двох років. Крім того, вже до середини 1920 року приватне і творче ставлення Саті до Дюрея перейшло у фазу остаточної обструкції. В цей час Саті не називав Дюрея інакше, як «холодна телятина без гірчиці» або «тупим ведмедем». В результаті Луї Дюрей поступово віддалився від колишніх приятелів, він брав участь в першій колективній акції «Шістки» (Альбом групи «Six»), але вже серед п'яти авторів (п'яти з «Шістки»), які оформляли фарс Кокто «Наречені на Ейфелевій вежі» його ім'я не значилося. Вже на початку 1922 року в своїй статті «Нова музика у Франції» Кокто написав про «Шістку» в минулому часі: «Так що група «Шести» (або, точніше, «П'яти», оскільки Дюрей від них віддалився) - це об'єднання чисто дружнього порядку, яке спілкується з художниками і поетами, і кожен в ньому зберігає свободу, поважає те, що здається йому хорошим, і складає, що захоче. Немає нічого простішого. Однак занадто прості речі сприймаються погано. Нашим музикантам постійно дорікають — то в тому, що вони працюють єдиною командою, то в тому, що вони не становлять спільності і занадто друг від друга відрізняються». А ще через рік Саті повідомив про остаточний розпад «Шістки». 
Потім Дюрей і зовсім на кілька років поїхав з Парижа в Сан-Тропе (тоді це місце ще не стало настільки модним і відвідуваним богемою). У 1927—1935 роках для Луї Дюрея настав час застою, його професійний і творчий рівень зростав повільніше і нерівно, ніж у решти членів «Шістки», з численними творчими зривами і зупинками. 

### Дюрей після Саті
І тим не менше, не дивлячись на слабку і дуже нетривалу участь в групі, широка популярність Дюрея була заснована перш за все на його членство в «Шістці». Досить чітко про цю групу композиторів через тридцять років висловився у своїх бесідах з Клодом Ростаньєм один з найяскравіших її учасників, Франсіс Пуленк:

«Шістка» і Жан Кокто, Париж, 1951 рік, зустріч 30 років по тому

... Доброю рисою нашого співтовариства було те, що будучи пов'язаними тільки найзагальнішими ідеями і принципами, ми, незважаючи ні на що, залишалися дуже різними в реалізації наших творчих задумів і планів. Цілком очевидно, що Орік так само мало схожий на Онеггера, як я — на Дюрея.— Франціс Пуленк. Розмови з Клодом Ростаном
 Більше тридцяти років потому, сам Луї Дюрей, (в той час вже великий функціонер комуністичної партії Франції і «генеральний секретар» Народної музичної федерації), згадував про події своєї молодості і спільних концертах групи «Шести» в своїй майже номенклатурній по стилю і тону статті, опублікованій в журналі «Радянська музика». В цілому його тон був доброзичливим, хоча і дещо поблажливим: 

У театрі «Старий голубник» виставлялися полотна Матісса, Брака та Пікассо. Жан Кокто намагався витягти з усього цього нові закони естетики, які він переконано відстоював, незважаючи на фантастичність своїх прожектів. У будь якому випадку, хоча кожен з новачків виявляв себе по-своєму, (їх індивідуальності сильно різнилися), разом вони зуміли протистояти песимістичним настроям, породженим війною. Тепер, через багато років, я маю право сказати, що в наших молодих пробах все ж було багато гарного. Звичайно, часом ми хапали через край, але виною тому була гарячність і невгамовна енергія молодості ... ... І хоча палке прагнення до новизни, властиве молодості, часом спонукало нас вдаватися до атоналізму, політональності, ми ніколи не зводили це в систему ... Кращі традиції французького мистецтва знайшли своє продовження в ораторіях Онеггера («Цар Давид» і «Юдіф»), в операх Мійо («Христофор Колумб» і «Болівар»), в численних симфонічних творах цих великих музикантів, а також в фортепіанних п'єсах і особливо романсах Франсіса Пуленка, таких близьких до народної пісенності ... ".
 У 1920-ті роки творча діяльність Дюрея залишалася в тіні. Його інтереси в основному знаходилися в області не надто популярних камерних жанрів: вокальної та фортепіанної мініатюри й інструментального ансамблю. 

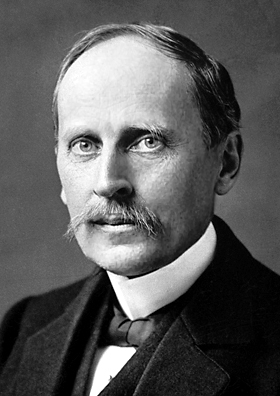
Ромен Роллан, 1914

Остаточно, лише в 1935 році Луї Дюрей нарешті знайшов своє справжнє місце, яке він настільки ретельно шукав всі попередні роки і яке відтепер стало його місцем до кінця життя. З ініціативи Ромена Роллана, Шарля Кеклена, Луї Дюрей і Роже Дезормьера в Парижі була створена масова організація — Народна музична федерація Франції, метою якої стало об'єднання лівих антифашистських сил Народного фронту в області музики.  Як не професійний (з офіційної точки зору) музикант, з самого першого дня заснування «опозиційної» Народної музичної федерації Луї Дюрей активно увійшов в число спочатку її учасників, а потім і керівників. Разом з Шарлем Кеклена і Альбером Русселем він створює цю нову (альтернативну) демократичну структуру і активно бере участь в її роботі. Першим президентом 1 червня 1936 року був обраний Альбер Руссель. Через рік (після смерті Русселя) президентом федерації стає Кеклена, і тоді ж, з 1937 року Луї Дюрей займає пост «генерального секретаря» Народної музичної федерації при її ще старорежимному «буржуазному президентові», Шарльові Кеклену. На цій посаді Дюрей залишається до 1954 року, а після смерті Кеклена, в листопаду 1954 року його обирають третім президентом. У роки, що залишилися до початку війни Дюрей багато їздить країною, допомагає організовувати робочі хори (і диригує ними), а також складає велику кількість патріотичних і антифашистських пісень для їх репертуару. У ці ж роки він пише музику для театральних постановок і кінофільмів, але особливого резонансу його роботи не мають. 
В кінці 1920 року, відразу ж після розпаду соціалістичної партії Франції, Саті приєднався до більш радикальної частини і став одним з перших членів комуністичної секції Інтернаціоналу. Його особиста картка і партійний квиток до сих пір значиться в реєстрі за № 8576. Подібно до свого неформального вчителя, Еріка Саті, Дюрей також став членом Французької комуністичної партії, але вже зовсім в інший час, через 15 років, в епоху сталінського Комінтерну (1936) і залишився її активним учасником до кінця життя. Але якщо Саті, що жив більше двадцяти років в робочому передмісті Парижа, Аркей-Кашане, з єхидною посмішкою називав себе (після 1920 року) «старий більшовик» або, ще більше того, «Ерік Саті з радянського Аркея», то Луї Дюрей, схоже, був схильний цілком серйозно вважати себе композитором (майбутньої) «радянської Франції». Залишаючись членом комуністичної партії, Луї Дюрей протягом другої половини свого довгого життя прагнув поєднати музичну творчість з активною (а пізніше чисто номенклатурної) політичною діяльністю. В рамках хорових концертів Народної музичної федерації Дюрей робить обробки народних пісень різних провінцій Франції для збірки грамплатівок, що випускається фірмою «Le chant du monde».
У роки нацистської окупації Франції Дюрей стає провідною фігурою серед музикантів, близьких до руху опору. З 1944 року починається його останній, третій період творчості, який рясніє хоровими творами (для робітників хорів) і обробками народних пісень для різних складів. Умовно, цей період можна назвати пролетарським або соціалістичним. Як під час окупації, так і після 1948 року Луї Дюрей був визнаним лідером прогресивних (комуністичних) музикантів. Він керує Національним комітетом музикантів (номінально входили до складу Національного фронту Опору). Його просту і запам'ятовується «Пісню борців за свободу» співали ліві члени французького Опору і партизани. 
Після війни Дюрей стає видним функціонером комуністичного руху і членом французького комітету захисту миру. З 1950 року Луї Дюрей - музичний критик газети «Юманіте» - офіційного друкованого органу ФКП. Після смерті Шарля Кеклена, беззмінного президента Народної музичної федерації, в 1951 році Луї Дюрей був обраний її Третім Президентом і пробув на цьому соціалістичному посту трохи більше 10 років. У тому ж 1951 році Луї Дюрей був нагороджений французькою премією SACEM (авторського суспільства Франції). У 1950-ті роки Дюрей також бере участь в керівництві музичної секцією суспільства друзів СРСР, а потім і Організації «Франція-СРСР».
Останні 18 років свого життя Дюрей провів далеко від Парижа, віддалившись від справ. Поряд з Гі Ропарцем, він — справжній довгожитель серед французьких композиторів. З 1961 року Луї Дюрей остаточно переселився в Сан-Тропе, де і помер у віці 91 року, 3 липня 1979. 

## Твори
Творча кар'єра Дюрея тривала близько 60 років (1914-1974), близько 116 творів. В основному ці твори були написані в короткі моменти активності серед тривалих періодів творчого мовчання. Умовно, твори Дюрея можна розділити на три періоди, що розрізняються за стилем і тематикою творів. 

### Ранній атональні період (1908-1917)
Починаючи ще з 1914 року і далі твори Дюрея виявляють його схильність до вокального та поліфонічного письма, незважаючи на ранній вплив Дебюссі. За десять років Дюрей послідовно пройшов через вплив Шенберга, Саті, Стравінського, Равеля, поліфоністів Відродження і, нарешті, селянських народних пісень (річного робочого циклу). Відкриття творчості Шенберга в 1914 році допомогло Дюрею звільнитися від впливу Дебюссі, так що його тв. 4 «Ліричні приношення» (фр. L'offrande lyrique) стали важливою віхою в історії французької музики — його ранні роботи виявили оригінальний стиль французької додекафонії. 
- «Два хора» на вірші Реньє і Шарля Орлеанського тв. 1, (1914)
- Три поеми Верлена, тв. 2 (1914)
- П'ять поем Франсіса Жамма, тв. 3 (1914)
- Ліричний приношення на вірші Рабіндраната Тагора, тв. 4, 1914
- Дві п'єси для фортепіано в 4 руки: «Дзвони» (фр. Carillons Carillons) (присвячуються Еріку Саті) і «Сніг» (фр. Neige Neige), тв. 7 (1916, 1918)
- «Шість пісень на вірші Рабіндраната Тагора» (в перекладі Андре Жида) для хору а капела (1914)
- Фортепіанне тріо, тв. 6 (1916-1917)
- «Подорож Юрьена» (фр. Le voyage d'Urien Le voyage d'Urien) на вірші Андре Жида, тв. 5 (1916)
- Пісні на вірші Сен-Леже Леже (1916-1918)

### Період «Саті» (1917-1937)
1917 рік відкрив найбільш плідний творчий період в житті Дюрея, коли серед його творів переважали прості вокальні мелодії і хорові твори в супроводі інструментальних ансамблів. Камерна музика весь цей час залишалася для Дюрея кращим жанром, що відбилося і на долі його опер, що мають такий же «маленький» і кімнатний вигляд. 
- Сюїта «Циркова вистава» для фортепіано, тв. 9 (1917)
- «Епіграми Феокрита» (фр. Épigrammes de Théocrite) тв. 13, вокальний цикл (1918)
- «Музика мене цілує» (англ.  Music kiss me) - посвята Еріку Саті, на вірші Блеза Сандрара (січень 1918)
- Дві п'єси для симфонічного оркестру, тв. 7 (1918)
- «Три поеми Петронія» (фр. Poèmes de Pétrone) для сопрано, тв. 15 (1918)
- «Юдіф», драма в одному акті, тв. 12, (1918)
- Цикл «Бестіарій» (фр. Le bestiaire)
- Аполлінера, тв. 17a, всі 30 віршів (1919)
- «Баскські пісні» на вірші Кокто (1919)
- Цикли пісень на вірші Поля Елюара і Андре Жида
- «Дві романтичні пісні» (фр. 2 Lieder romantiques) на вірші Гейне, тв. 20 (1919)
- «Романс без слів» (фр. Romance sans paroles), тв. 21 (1919, для «Альбому Шістки»)
- «Шість мадригалів» на вірші Малларме, тв. 22 (1919)
- «Пісні басків» (фр. Chansons basques) на вірші Жана Кокто, тв. 23a (1919)
- «Весна на дні моря» (фр. Le printemps au fond de la mer)
- Вокальна поема для сопрано і десяти мідних інструментів (на вірші Жана Кокто), тв. 34 (1920)
- Три прелюдії для фортепіано, тв. 26 (1920)
- «Пастораль» для симфонічного оркестру, тв. 27 (1920)
- «Прелюдія і елегія» для фортепіано, тв. 28 (1921)
- «Два етюди» для фортепіано, тв. 29 (1921)
- «Три поеми» на вірші Поля Валері, тв. 31 (1921-1923)
- «Тюремна кантата» (фр. Cantate de la prison) на вірші Аполлінера, тв. 32a (1922-1923)
- «Випадковість» комічна опера по Просперу Меріме, тв. 34 (1923-1925)
- Десять інвенцій для камерного складу (фр. 10 inventions) тв. 35 (1924-1927)
- Сонатина для флейти і фортепіано, тв. 25 (1925), згодом аранжована для флейти і струнного оркестру (тв. 103, 1965)
- «Три сонатини» для фортепіано, тв. 36 (1926)
- «Три вокальних квартету» (фр. 3 quatuors vocaux) на вірші Малларме, Валері і Телада, тв. 37 (1926-1927)
- «Рибний садок» (фр. La vivier) на вірші Рене Шалю, тв. 38 (1927)
- Три струнних квартети: № 1, тв. 10 (1917); № 2, тв. 19 (1919-1922); № 3, тв. 39 (1927-1928)
- «Ноктюрн» для фортепіано, тв. 40 (1928)
- «Десять інвенцій» для фортепіано, тв. 41a (1924-1928)
- «Сторонній», музика до п'єси Метерлінка, тв. 44, (1933)

### «Соціалістичний період» (1944-1974)
У 1944 році, після семи років глухого творчого мовчання, Дюрей відновив композиторську діяльність. У перші роки він пише переважно хорові твори (в дусі соцреалізму) і робить аранжування французьких народних пісень для аматорських робочих хорів. І так триває аж до 1953 року, коли він повертається до інших музичних жанрів. Нова естетична рівновага в пізній період позначилося в домінуванні мелодій і хорових творів з сольним інструментальним супроводом, за стилем вони гідно продовжили його більш ранні вокальні твори (другого періоду). 
- Три пісні на вірші Гарсія Лорки для хору і оркестру, тв. 55 (1948)
- Концертна фантазія для скрипки з оркестром (1944)
- «Концертна фантазія» для симфонічного оркестру, тв. 53-a (1947)
- «Довгий марш» (фр. La longue marche) на вірші Мао Цзедуна для хору і оркестру, тв. 59-a (1949)
- «Світ мільйонам» (фр. Paix aux hommes par millions) кантата на вірші Володимира Маяковського тв. 60-a (1949)
- «Голодний страйк» на вірші Назима Хікмета, тв. 64 (1950)
- «Співає жінка півдня» на вірші Ленгстона Г'юза (фр. Une femme du sud chante), тв. 65 (1950)
- «Дві поеми Хо Ши Міна» для фортепіано і баритона, тв. 69 (1951)
- «Три поеми Поля Елюара», тв. 74-a (1952-1953)
- «Шість осінніх п'єс» для фортепіано
- «Пісня корейських партизан», музика до театральної п'єсі Вайяна, тв. 72 (1952)
- «Кантата про Бен Алі» (фр. Cantate а Ben Ali) на вірші Фонтенеля для хору і оркестру, тв. 73-a (1952)
- Тріо-серенада пам'яті Бели Бартока, тв. 79 (1955)
- Концертіно для фортепіано і шістнадцяти духових інструментів, тв. 83, (1956-1957)
- Симфонія для струнного оркестру та фортепіано, тв. 97 (1964)
- Октофоніі (фр. Octophonies) для октету тв. 106-a (1965)
- Симфонієта для струнного оркестру, тв. 105 (1965-1966)
- «Дивертисмент» для гобоя, кларнета і фагота, тв. 107 (1967)
- «Нав'язливі думки» для духового ансамблю, арфи і оркестру, тв. 108 № 8 (1968)
- «Автопортрети» 16 п'єс для фортепіано (фр. Autoportraits) тв. 108-a (1967-1969)
- «Шість поем дітей В'єтнаму» (фр. 6 poémes d'enfants vietnamiens) тв. 113, (1969)
- «Інтерлюдія» для камерного ансамблю, тв. 112 (1973)
- «Два діалоги» для флейти соло, тв. 114 (1974)
- «Три короткі п'єси» для гобоя соло, тв. 115 (1974)
- «Поема» для фортепіано, тв. 116 (1974)